# Локо, Патрис
Патри́с Локо́ (фр. Patrice Loko; род. 6 февраля 1970, Сюлли-сюр-Луар, департамент Луаре, Франция) — французский футболист, нападающий, завершивший карьеру в 2004 году.

## Биография
Патрис начал свою карьеру в «Нанте», за который дебютировал 22 апреля 1989 года, в матче «Бордо». В 1995 году Локо перешёл в «Пари Сен-Жермен», в составе которого смог завоевать Кубок обладателей Кубков в 1996 году. Принимал участие в финальном матче Кубка Кубков в 1997 году, в котором ПСЖ проиграл «Барселоне». Впоследствии играл за «Монпелье», «Лион», «Труа», «Лорьян» и «Аяччо».
Также выступал за национальную сборную Франции, в составе которой принял участие в чемпионате Европы 1996 года, где забил гол в ворота сборной Болгарии. Всего за сборную сыграл 26 матчей и забил 7 голов.